# Leucopis magnicornis
Leucopis magnicornis is een vliegensoort uit de familie van de Chamaemyiidae. De wetenschappelijke naam van de soort is voor het eerst geldig gepubliceerd in 1856 door Loew.